# 季家镇
季家镇，是中华人民共和国重庆市大足区下辖的一个乡镇级行政单位。

## 歷史沿革
民國24年（1935）析三驅聯保地置季家聯保。26年恢復鄉鎮制，稱季家鄉，相沿至解放。1958年建公社，1984年改為鄉。1985年轄8村1居民組（無居委）。1993年合併龍塘鄉建季家鎮，轄14村。2001年建東風街居委。2003年並村：並東塘、天寶入曙光村，聯合入柏楊村，平水入花橋村，寶峰入石橋村，龍江入龍塘村，青坪入新水村。梯子村仍舊，轄7村1居委。至2005年所轄及境域無變。2011年仍轄7村1居委。

## 行政区划
- 舊季家鄉（8）：曙光村、柏楊村、東塘村、花橋村、寶峰村、天寶村、新水村、石橋村
- 舊龍塘鄉（6）：龍塘村、梯子村、青坪村、平水村、龍江村、聯合村

季家镇下辖以下地区：
东风街社区、曙光村、柏杨村、花桥村、石桥村、龙塘村、新水村和梯子村。

### 2003年調整的區劃[3]
- 一、將原曙光村、東塘村、天寶村合併為一個村，名為曙光村；
- 二、將原柏楊村、聯合村合併為一個村，名為柏楊村；
- 三、將原花橋村、平水村合併為一個村，名為花橋村；
- 四、將原石橋村、寶峰村合併為一個村，名為石橋村；
- 五、將原龍塘村、龍江村合併為一個村，名為龍塘村；
- 六、將原新水村、青坪村合併為一個村，名為新水村；
- 七、保留梯子村及原名。